# مصطفى عبد القادر النجار
مصطفى عبد القادر النجار مؤرخ وكاتب وأديب ومؤلف عراقي

## حياته
ولد مصطفى عبد القادر النجار في البصرة سنة 1936 ودرس في مدارسها، ثم أكمل البكالوريوس في التاريخ من كلية الآداب ـ جامعة بغداد سنة 1958، وبعدها نال الماجستير من جامعة عين شمس سنة 1969 ثم الدكتوراه من الجامعة ذاتها سنة 1973، وعمل مدرسا في عدد من المدارس الثانوية قبل انتقاله إلى الجامعة ليكون أستاذا فيها، ومن المدارس التي عمل فيها ثانوية المعقل بالبصرة (1959-1964)، كما عين مديرا لمتوسطة الجمهورية في البصرة (1962ـ 1963)، وكان عنوان رسالته للماجستير (عربستان خلال حكم الشيخ خزعل 1897_1925).
أما عنوان أطروحته للدكتوراه فكان (العلاقات السياسية للعراق مع القوى المجاورة في شط العرب 1913ـ1939).
بعد حصوله على الدكتوراه، عمل مدرسا مساعدا في قسم التاريخ بكلية الآداب ـ جامعة البصرة (1969_1977)، فمدرسا (1973 ـ 1977)، فأستاذ مساعدا (1977ـ 1982) فأستاذا مشاركا (1983ـ1984) فأستاذا في 1984.
عين مديرا لمركز دراسات الخليج العربي للمدة 1974ـ1984 ثم نقل للعمل في الجامعة المستنصرية سنة 1984. وبين 1985 و1992 شغل منصب الأمين العام لاتحاد المؤرخين العرب، وعندما كان مديرا لمركز دراسات الخليج العربي، انتخبه زملاؤه في مراكز الخليج العربي وللمدة من 1974ـ1984 أمينا عاما لمراكز دراسات الخليج العربي والجزيرة العربية.